# Chlebów (uroczysko)
Chlebów (hist. Chlebowo) – uroczysko na terenie wsi Komorów w Polsce, położone w woj. mazowieckim, w pow. pruszkowskim, w gminie Michałowice. Dawniej wieś.

## Historia
Uroczysko Chlebów nazwę swoją zawdzięcza nieistniejącemu dziś folwarkowi, którego zabudowania mieściły się na północnym skraju wchodzącego w skład majątku lasu. W latach 1867–1916 należał do gminy Pruszków a w latach 1916–1952 do gminy Skorosze w powiecie warszawskim. Stanowił część gromady Pęcice. 1 lipca 1952 został odłączony od Pęcic i włączony do gromady Komorów w gminie Helenów w powiecie grodziskomazowieckim, którą tego samego dnia włączono do nowo utworzonego powiatu pruszkowskiego.
Dziś Uroczysko Chlebów to popularne miejsce rekreacji mieszkańców Komorowa i Pęcic. Większość jego obszaru zajmuje las sosnowy oraz dębiny, a w dolinie Utraty znajdują się pozostałości nadrzecznego olsu. Obok wielu gatunków leśnych ptaków (m.in. zięby, świstunki leśnej, wilgi czy kukułki) występują tu też kuny, sarny i łosie.